# Damdama Sahib
Damdama Sahib est un lieu considéré comme saint dans le sikhisme ; cette ville abrite l'un des cinq Takhts, les temples majeurs de cette foi ; elle est aussi dénommée Tavwandi Sabo. Guru Gobind Singh, un des gourous fondateurs du sikhisme y a vécu. La ville est dans le Penjab actuel à 28 km au sud-est de Bathinda, en Inde.
Guru Gobind Singh a séjourné environ neuf mois à Damdama Sahib, et y a préparé la version complète du Guru Granth Sahib, le livre saint des sikhs, le gourou intemporel. Guru Tegh Bahadur y est passé dans les années 1670. La tradition raconte que Guru Nanak s'y est arrêté lorsqu'il était dans ses voyages. La ville est devenue un centre d'enseignement au cours des siècles. De nombreux temples sikhs, les gurdwaras, portent le nom de cet endroit. Le Takht Sri Damdama Sahib a été établi à l'endroit où Guru Gobind Singh donnait ses enseignements. Des copies du Livre saint continuent d'être faite dans ses murs. Le temple actuel a été construit dans les années 1970.

## Les autres gurdwaras à Damdama Sahib
- Gurdwara Manji Sahib Sri Guru Tegh Bahadur
- Gurdwara Manji Sahib Patshahi IX
- Gurusar Sarovar
- Gurdwara Likhansar
- Gurdwara Jandsar
- Gurdwara Sri Nanaksar
- Gurdwara Nivas Asthan Damdama Sahib Patshahi X
- Gurdwara Mata Sundari Ji
- Gurdwara Baba Dip Singh
- Gurudwara Samadh Bhai Dall Singh